# Герб Нижньогородської області
Герб Нижньогородської області є символом Нижньогородської області, прийнято 10 вересня 1996 року.

## Опис
Герб області має в основі зображення історичного герба Нижньогородської губернії. Герб Нижньогородської області — поміщене на геральдичному щиті зображення червленого оленя, що йде в срібному полі, що має рога із шістьма відростками й чорні копита; геральдичний щит увінчаний історичною російською короною й обрамлений золотими дубовими листами, з'єднаними історичною Андріївською стрічкою.